# نامه‌های عاشقانه
نامه‌های عاشقانه (به انگلیسی love letters) در سال ۱۹۴۵ توسط ادوارد هیمن نوشته و و توسط ویکتور یانگ آهنگسازی شد. این ترانه بدون شعر و فقط با ملودی، بر روی فیلمی به همین نام، برندهٔ جایزه اسکار بهترین ترانه در سال ۱۹۴۵ شد.
نامه‌های عاشقانه توسط خوانندگان مطرحی چون الویس پریسلی، التون جان و پگی لی بازخوانی شده است.